# Parachtes siculus
Parachtes siculus är en spindelart som först beskrevs av Lodovico di Caporiacco 1949.  Parachtes siculus ingår i släktet Parachtes och familjen ringögonspindlar.
Artens utbredningsområde är Italien. Inga underarter finns listade i Catalogue of Life.